# オーシャンズ12
『オーシャンズ12』（オーシャンズ・トゥエルブ、原題: Ocean's Twelve）は、2004年のアメリカ映画。主人公ダニー・オーシャン率いる犯罪スペシャリスト集団の活躍を描いたシリーズの続編。舞台をヨーロッパに移し、「ファベルジェの卵」を巡って怪盗「ナイト・フォックス」と対決するケイパー映画。監督はスティーヴン・ソダーバーグ。主演は引き続きジョージ・クルーニー、ブラッド・ピットほか、マット・デイモンやジュリア・ロバーツが登場し、新規キャストとしてキャサリン・ゼタ＝ジョーンズ、ヴァンサン・カッセル、特別ゲストとしてアルバート・フィニー、ブルース・ウィリスが登場する。
本作のチームは、前作の11人にテスを加えた12人となっている。

## ストーリー
ダニー・オーシャンとその仲間たちが、テリー・ベネディクトのカジノから1億6千万ドルの大金を盗み出すことに成功してから数年後。ダニーは、テスと再婚をして幸福な生活を送り、またラスティはホテル業界に参入するなど、各々が自由気ままな生活を送っていた。しかし、そんなメンバー1人1人の面前に突如ベネディクトが現れる。ベネディクトは、2週間以内に盗んだ1億6千万ドルに利子を付けて返すよう迫る（総額約2億ドル）。集まったダニー達は、その内、使ってしまった金や利子の分9700万ドルを埋めるため、再び全員で仕事をすることを決意するが、ソール・ブルームは離脱した上、前回のカジノ強盗によりアメリカ本土において短期（残り13日）で大金を稼ぐような仕事は難しく、舞台をヨーロッパに移す。
アムステルダム（オランダ）にやってきたダニーたちは、ホテル・ピューリツァーを拠点に、現地の情報屋マツイの情報からとある厳重なセキュリティに守られた邸宅から世界最古の証券を狙う。4日かけて（残り8日）ついにセキュリティを破るものの、金庫にあったのは黒い狐の置物と、ダニーらへ挑戦を告げる謎の男の音声ファイルであった。彼こそが裏社会の掟を破ってベネディクトにダニーらの情報を売った人物であった。
一方、ユーロポールの窃盗専門の敏腕捜査官イザベル・ラヒリは、事件の捜査を担当し、現場の状況から犯人一味がかつて自分を利用した元恋人ラスティであること、さらに自身が追っている怪盗「ナイト・フォックス」に彼らが出し抜かれたことを察知する。すぐにフランク・キャットンを捕まえると、さらにラスティに会いに行き、証拠がないため捕まえこそしないが、彼の携帯電話を盗み出し、ダニーらに対する警戒網を張る。しかし、ダニー達もまた、イザベルのセリフから妨害者の正体が、かつてヨーロッパで名を馳せた大泥棒ギャスパー・ルマークの弟子であるナイト・フォックスだと知る。
木曜日（あと6日）。警戒網からの脱出時のミスでイエンがブリュッセル（ベルギー）に行ってしまうなどのトラブルに見舞われる中、ダニー達は、とあるツテからナイト・フォックスの正体が、成功した青年実業家で貴族でもあるフランソワ・トゥルアーであると知る。さっそくダニー達は、その日の内に意趣返しとしてイタリア北部のコモ湖の湖畔にある彼の邸宅から絵画を数枚盗み出す。翌日（あと5日）、ダニーはトゥルアーと面会する。トゥルアーは三大カジノ強盗を成功させたダニーが「世界一の泥棒」と評され、それを師匠のルマークが否定せず、プライドを傷つけられたことから、本当の世界一を決めるために泥棒勝負がしたく、ベネディクトに情報を流したと話す。その上で、標的は今朝、パリの美術館よりローマの美術館に移送され、月曜日（リミットの2日前）から展示予定の「ファベルジェの卵」であり、もしダニーたちが勝てば、ベネディクトへの支払いはすべて自分が立て替えると約束し、ダニーは勝負を受ける。一方、イザベルもまた、盗んだラスティの携帯電話への着信情報などを踏まえて、彼らの狙いが「ファベルジェの卵」と知る。上司に緊急配備を依頼するが、過去の失敗があって指令書への署名を拒絶されてしまう（その後、署名を偽造して特別捜査網を張らせる）。
ローマに集まったダニーらは、卵の強奪計画を練る。美術館の夜間セキュリティは厳重すぎるため、昼間の展示を狙うこととし、ラスティの旧友の技術者ローマン・ネーゲルが製作した精巧な3Dホログラムとすり替える計画を立てる。一見、完璧な作戦に見えたが、ダニーとラスティは失敗を確信しており、さらにトゥルアーは自分の絵画を盗んだ実行犯であるリヴィングストン・デル、バージル・モロイ、そしてラスティが映った防犯カメラの映像をイザベルに渡していた。そして月曜日（残り2日）、美術館に集まったダニーらであったが、未だ手配書が作られておらず単独行動をしていたライナス・コールドウェル、バシャー・ター、ターク・モロイ以外は、全員が逮捕されてしまう。
逮捕を免れアジトに戻ってきたライナスら3人は明日1日の猶予しか無い中で、素人のテスをローマに呼び寄せると、妊娠中のジュリア・ロバーツに変装させ、3Dホログラムにすり替えるという奇策を立てる。期限当日、ローマにやってきたテスを説得し、ジュリアに見せかけるが、本物のブルース・ウィリスがいるなど計画が狂っていく。ソールが合流し咄嗟の機転で計画を修正して進めていくが、結局は破綻し、残ったメンバー全員も逮捕されてしまう。
その日の内に、ダニーらがいる拘置所にFBI捜査チームの一団がやってくる。リーダーの女性捜査官モリー・スターは、三大カジノ強盗の一件で、ダニーらの身柄をアメリカへ移送する手続きを取り、また、イザベルに対しては彼女の書類偽造がユーロポール長官に既に発覚していることを伝える。ダニーらを乗せ空港へ向かうFBIの車列の中、実はモリーの正体は、ライナスの母であり、彼らを助けるためにやってきたことが明らかとなる。結果、ダニーら一味はまんまと脱獄を果たす。また、自分の乗った車を追跡して空港まで来たイザベルに対し、ラスティは、彼女が書類偽造によってもはや警察にはいられないだろうと指摘し、死んだと思われている彼女の父が実は生きていることや、会わせたい人がいると言って、自分についてくるように言い、2人はプライベートジェットに乗る。
夕暮れ。コモ湖の邸宅に戻ってきたトゥルアーを、客としてやってきたダニーとテスが待ち構えていた。既に脱獄しているダニーの手腕を讃えつつも、トゥルアーは卵が搬入された土曜の内に、その類まれなる身体能力でセキュリティを突破し、偽物にすり替えていたことを明かした上で、自分の勝ちを認めるよう迫る。ところが、実はダニーはルマークと旧知の仲であり、残り6日（木曜日）の時点で、既にルマークと直接会って、彼から話を聞いていた。「ファベルジェの卵」が勝負の標的になることも予測されており、実はパリからローマに移送されている時点で、既にダニーらによって偽物にすり替えられていた（つまり、ダニーがトゥルアーと最初に会って勝負の取り決めをした時には既に卵を盗んでいた）。トゥルアーは強いショックを受けるも負けを認め、ベネディクトへの支払いを約束する。一方、シチリア島の海辺の寒村にて、ラスティはイザベルを、一人の初老の男と引き合わせる。彼こそ彼女が追っていたギャスパー・ルマーク本人であり、さらに亡き母から既に死んだと聞かされていた実父であった。父娘は互いに抱擁を交わす。
ベネディクトのオフィスにて、ルーベンは2億ドルの小切手をベネディクトに渡し、完全に約束は果たされたことを確認する。2人の背後には用務員に変装して既に潜入しているトゥルアーがいる中で、ルーベンは、ダニーらの報復を疑うベネディクトに対し、君のカジノが再び襲われてもそれはダニーではないと断言する。

## 登場人物とキャスト

### オーシャンとその仲間
ダニー・オーシャン（ジョージ・クルーニー）
主人公。前作でテスと縒りを戻して再婚し、コネチカット州イーストヘイブンで幸せな生活を送っていた。足を洗う決意をしているが、昔のクセでつい泥棒的な思考に陥ってしまう。ベネディクトの直接の訪問を受け、再び仲間たちを招集する。
ラスティ・ライアン（ブラッド・ピット）
ダニーの右腕で、計画の直接的な実行役。カジノ強盗の分前を元手にロサンゼルスのウェスト・ハリウッドでホテル経営を始めるが、上手くいっていない。分け前は全額使ってしまった上に多額の負債も抱えている中でベネディクトの訪問を受け、目の前で愛車を爆破される。
前作直後はフランクと共にヨーロッパで泥棒稼業をしており、その際に出会ったイザベルと恋人関係で彼女の捜査情報を利用していた。自身の犯行を彼女が捜査し、ミスで足が付いたことを事前に察知したため彼女の元を去るが、今でも未練がある。
ライナス・コールドウェル（マット・デイモン）
「黄金の指を持つスリ」の異名を持つ青年スリ。前作の強盗で自信がつき、分け前を元手に地元シカゴで、オーシャンズのような自前の窃盗団を作ろうと後輩の育成にあたるが上手くいっていない。オーシャンズを「組織」として捉えていたり、チームの指揮を執るノウハウを得たいと思っているため、仲間からは浮いてしまっている。凄腕の詐欺師である両親と暮らしており、日々、からかわれているらしい。
終盤ではダニー、ラスティら仲間たちの多くが逮捕されてしまったために残ったバシャーとタークを相手にリーダーのように振る舞い、顰蹙を買うが、テスをジュリア・ロバーツに変装させる奇策を立案する。
バシャー・ター（ドン・チードル）
爆発物・兵器の専門家。ラッパーに転職し、ロンドンで活動していた。分け前は音楽活動の資金で使い込んでいた。今回は、基本的にはリヴィングストンと共に電子技術方面で活躍する。
逮捕を免れたことで、終盤ではライナスらと共にテスを使った計画に加わる。
バージル・モロイ（ケイシー・アフレック）
双子のモロイ兄弟の兄。前作と変わらず弟との仲は悪いが何故かいつも一緒にいて、仕事は基本的に弟と一緒。ユタ州プロボで結婚式を挙げ、ハネムーンでフロリダのディズニーワールドに行く計画を立てていたが、婚約者の家族との顔合わせでベネディクトの訪問を受ける。分け前はこの結婚費用に使ってしまっている。
トゥルアーの絵画を盗み出す実行犯だったために足がつき、卵を盗み出す計画実行直前に逮捕されてしまう。
ターク・モロイ（スコット・カーン）
双子のモロイ兄弟の弟。前作と変わらず兄との仲は悪いが何故かいつも一緒にいて、仕事は基本的に兄と一緒。兄の結婚の家族の顔合わせでベネディクトの訪問を受ける。用途は明かさないものの、分け前は半分近く使ってしまったという。
逮捕を免れたことで、終盤ではライナスらと共にテスを使った計画に加わる。
イエン（シャオボー・チン）
小柄な軽業師の中国人。強盗の分け前を元にフロリダ州マイアミに豪邸に美人モデルと住んでいるが、手をつけた事業は失敗し、彼女にも愛想を尽かされ上手くいっていない。
アムステルダムでの強盗によって、イザベラにより、似顔絵の手配書が出回っており行動を制約される。また、そのアムステルダムからの脱出の際に旅行カバンに隠れたことが仇となり、一人だけブリュッセルに行ってしまう。
フランク・キャットン（バーニー・マック）
イカサマディーラー。極端な手フェチ・爪フェチ・ネイルサロン好きが嵩じて、ニュージャージー州イースト・オレンジに分け前でネイルサロンを経営していた。カジノ強盗後しばらくはラスティと行動を共にしていたため、オーシャンズの中で唯一、ラスティとイザベルの関係を知っている（またイザベルもフランクのことを知っていた）。
最初のアムステルダムの強盗において足が付き、イザベルによって翌日に逮捕され、チームから離脱。
リヴィングストン・デル（エディ・ジェイミソン）
電気・通信の専門家。ニューオーリンズのナイトクラブでコメディアンとして活動しているがスベってばかりいる。親と同居しており、カジノ強盗の分け前には手をつけていないが、利子が払えないため計画に参加する。頼りなく見えるが泥棒の知識はライナスより上。
トゥルアーの絵画を盗み出す実行犯だったために足がつき、卵を盗み出す計画実行直前に逮捕されてしまう。
ルーベン・ティシュコフ（エリオット・グールド）
ラスベガスでホテル経営に精を出す実業家で資産家。占いに凝っている。カジノ強盗の分け前は株式投資に回して、離脱したソールの分の肩代わりを申し出るほど、大幅に増やしたという。このためベネディクトへの支払いには困っていないが、ダニーらの身を案じて行動を共にする。また、同業者としてラスティを案じている。
基本的に実行犯としては関わっていなかったが、卵を盗み出す当初計画の際には車椅子の富豪のフリをして美術館を訪れようとする。しかし、付き添いのバージルが既に警察の手配を受けていたため、一緒に捕まる。
ソール・ブルーム（カール・ライナー）
往年の詐欺師。ニューヨークの高級リゾート地イースト・ハンプトンで資産家のフリをして隠遁生活を送っていた。金は全部使って死ぬと言い、計画への参加を拒否する。しかし、ダニーらが成功するか気を揉む生活を送る。
終盤、ダニーらを助けるため密かにローマへと飛ぶ。ジュリア・ロバーツと旧知のブルース・ウィリスの登場でチームが危機に陥ったところに出くわし、その場で機転を効かせて彼女の主治医サイモン・レオポルドと名乗って収拾をつける。
テス・オーシャン（ジュリア・ロバーツ）
ダニーの妻で専業主婦。前作の後、ダニーと再婚し幸福な生活を送っていた。ダニーの泥棒稼業を批判し、夫が今もクセが抜けないことを厳しく見ている。
アメリカに残っていたが、ダニーら仲間たちのほとんどが逮捕されてしまった終盤の危機に際して、ライナスに騙されてローマに呼び出され、そのままハリウッド女優「ジュリア・ロバーツ」に変装して、卵をすり替える実行犯役を頼まれる。当初は断ろうとするも、なし崩し的に計画に参加することとなる。

### ヨーロッパ
フランソワ・トゥルアー（ヴァンサン・カッセル）
怪盗「ナイト・フォックス」。別名モレッティ。表向きはいくつもの事業を成功させているフランス人の大富豪。母親はイタリアの貴族で、その爵位を引き継ぎ、コモ湖（イタリア）湖畔の大豪邸で暮らしている。金と暇を持て余して泥棒稼業を始め、活動を始めた1990年代前半から1996年までにジュネーブ銀行、デンマーク国庫といったヨーロッパの大銀行からの盗みに成功し、さらに1997年以降は美術品泥棒に転向してテート・ギャラリーやルーヴル美術館といった名だたる美術館からの盗みを成功させている。さらに2002年にはモロッコ王の豪華クルーザーを盗んだ上に、現在はモロッコ王とプライベートでも親しいという。
自分を「世界一の泥棒」と自負していたが、「オーシャンこそ最高の泥棒」という評価を師匠ルマークが否定しなかったために、ダニーらを一方的にライバル視する。そして、世界一を決める泥棒勝負に彼を引きずり込むため、裏社会の掟を破ってベネディクトに彼らの情報を渡す。
イザベル・ラヒリ（キャサリン・ゼタ＝ジョーンズ）
ユーロポールの女性捜査官。窃盗専門の刑事で、ギャスパー・ルマークやフランソワ・トゥルアーに詳しく、彼らの行方を追っている。母子家庭に育ち、母曰く父は泥棒でモスクワで捕まって亡くなったという。かつてヨーロッパで活動していた時にラスティと恋人関係にあり、彼が泥棒とは知らず、捜査情報を話してしまっていた。ラスティが起こした窃盗事件の内容も話したために、彼がこっそり逃げ出すことに繋がる。
頭の回転が早く機転が利き、アムステルダムではダニーらの犯行現場を軽く見ただけで、それがラスティらアメリカ人窃盗団の仕業であること、ナイト・フォックスに横取りされたことまで見抜いてしまう。さらには現場に残った靴跡から、すぐにフランクを逮捕してしまう。
ギャスパー・ルマーク（アルバート・フィニー）非クレジット
かつてヨーロッパで名を馳せた大泥棒。現在はまったく活動しておらず、いくつかの死亡説も流れており、警察でも死亡したものと考えられている。実は存命しており、気楽な余生を送っている一方で、トゥルアーに泥棒の技術を教え込んだ。実はかつて「ファベルジェの卵」の盗みに成功しており、その後、妻に言われて返還したという。
劇中では基本的に後ろ姿や顔が物に隠れるなどして不明な状態で登場し、クレジットもない。最後にイザベルと再会した際にだけ顔が登場する。
マツイ（ロビー・コルトレーン）
ヨーロッパを拠点とする情報屋。ロシア人。急ぎで金が入り用というダニーらに対し、ヴァウダーの有価証券を紹介する。ヴァウダー邸の事件翌日にはイザベルによって逮捕されてしまう。
実はトゥルアーに操られており、ダニーらがヨーロッパに来たのも、ヴァウダー邸を狙わせたのも、彼の指図による。
ローマン・ネーゲル（エディー・イザード）
ダニーらと旧知の技術屋。物語前半では直接登場はしないが当初より彼らのヨーロッパでの活動を支援していた。中盤の「ファベルジェの卵」を狙う計画においては自ら売り込んでいた3Dホログラム技術で卵を再現し、ダニーらに売る。
ラスティに卵の件で通話した際に、相手が刑事のイザベラと知らず、話を合わせた彼女に騙される形でいくつか計画を話してしまう。
ヴァン・デ・ヴァウダー（ヘンリー・ツェニー）
アムステルダムの宝石商で大富豪。外出恐怖症で、クローズドシステムで厳重に守られた邸宅から10年以上出てこない変人。オランダ東インド会社が発行したという最古の有価証券を所持しており、マツイの情報を受けたダニーらから最初の標的として狙われる。

### その他の人物
テリー・ベネディクト（アンディ・ガルシア）
ラスベガスの3大カジノのオーナー。ダニーらに2週間の猶予を与えるという条件でトゥルアーから情報を受けて、オーシャンズ一人一人の元を訪れ、前作で盗んだ金と3年間の利子を返還するよう迫る（ただし、前作の損害はすべて保険で補償されている）。
最終的にルーベンの手から利子付きの小切手を受け取り、さらなる報復はしないことを約束するも、逆にダニーらが報復を企むのではないかと疑い続ける。
ブルース・ウィリス（本人）
本人役によるカメオ出演。私的にヨーロッパを訪れている。
ブルーザー（スコット・L・シュワルツ）
前作で計画のために一役買ったオーシャンの親友。本作では終盤にフランクの保釈人として登場する。
音楽プロデューサー（ジャレッド・ハリス）
バシャーの楽曲制作をしているプロデューサー、歌詞に禁止用語が使われすぎていて曲として成り立たないことに悩んでいる。
ベネディクトの手下の双子（デヴィッド・ソルタグ ＆ ラリー・ソルタグ）
ベネディクトの部下。物語冒頭のベネディクトのお礼参りにて、彼に同行している。
モリー・スター（チェリー・ジョーンズ）
FBIの女性捜査主任。逮捕されたダニーらの身柄をアメリカへ移送するためローマの拘置所にやってくる。
正体は、ライナスの母親で伝説の泥棒ボビー・コールドウェルの妻で、オーシャンズを脱獄させるためヨーロッパにやってきた。

## 製作
本作の脚本は、途中でジュリア・ロバーツが双子を妊娠していることが判明して、手直しがなされた。
撮影は、2004年にニュージャージー州アトランティックシティ、フロリダ州セントピーターズバーグ、ラスベガスのベラージオで行われた。また、シカゴ、アムステルダム、パリ、モンテカルロ、コモ湖（ジョージ・クルーニーの別荘「ラグリオ」）、ローマ、シチリア島カステッランマーレ・デル・ゴルフォもロケ地となっている。オランダでの撮影は3週間を費やし、カッテンカビネット（猫の博物館）、ホテル・ピューリッツァー、ハーレム鉄道駅、ハーグ市庁舎で撮影が行われている。パリでは、ソルボンヌ、駐仏オーストラリア大使館、パリ北駅で撮影が行われた。その後、イタリア方面へ移動し、カジノ・ド・モンテカルロ（モナコ）やヴィラエルバもロケ地となっている
。

## 評価
レビュー集計サイト「Rotten Tomatoes」では181件のレビューを基に55%の支持、平均評価は5.8/10となっている。同サイトの批評コンセンサスでは「ある人は、最新のスターが勢揃いした強盗映画を楽しめ、いかにもなスター映画と評しているが、一方では怠惰で自己満足的で非論理的だと宣言している」。Metacriticでは、39人の批評家を基に100点満点中58点の加重平均スコアを獲得しており、「賛否両論または平均的な評価」としている。CinemaScoreでの観客評価では、A+からFまでの平均点で「B-」と平均的な評価をされている。
本作は、物語の開始が遅いこと、複雑なプロット、先行するアクションの多くを否定する最後のどんでん返しのために批判された。ワシントン・ポスト紙のスティーブン・ハンターは、「それはすべて腹立たしいほど、杜撰な注釈1つによって終わってしまう。私たちのために脚色されたラストシーンWXYZが展開され、それを私たちは誠意をもって受け入れたにもかかわらず、そこに突然かつ恣意的にSTUVが挿入され、WXYZは完全に無効化されてしまうのだ」と評した。ニューズウィーク誌の評では「キャストたちは楽しんでいるように見えるが、不自然なオシャレさは自己満足に気取っているだけに見え、独り善がりに感じられる」。USAトゥデイ紙のClaudia Puigは「このまま行けば、オーシャンズ17あたりで、製作のためにハリウッド全体を丸1日使うことになるだろう」。エンターテインメント・ウィークリー誌では「これまでに作られた中で最悪の続編映画25本」の1つと評された。
一方、肯定的なレビューとしては、シカゴ・サンタイムズ紙のロジャー・イーバートが4つ星のうち3つを与え、その巧妙さを称賛した。「本作はすべての場面で出てくる気の利いたジョークでキャラクター達を個性的に見せている･･････　振る舞い、セリフ、会話劇、スターの魅力、賢しい仲間内のジョーク。私は本当にそういうのが好きなんだ」。また、監督のスティーヴン・ソダーバーグは、オーシャンズシリーズ3作品のうち、本作を最も好きな作品に挙げている。

## その他
- カメオ出演で本人役で出ているブルース・ウィリスだが、前作の段階で当初ダニー・オーシャン役といわれていた。
- 今回の撮影は3週間と短期であった上、スケジュール都合によりマット・デイモンが途中参加となった。そのため、最初イメージが湧かない時にはブラッド・ピットが状況説明をしながら撮影を進めたと言われる。
- 来日記者会見の際、（リップサービスで）ジョージ・クルーニーは「次作は日本が舞台になるでしょう」と述べていた。
- 当初はカメオ出演でピーター・フォンダがライナスの父親であるボビー・コールドウェル役で出演していた。しかしそのシーンはカットとなってしまった。

## 日本語吹き替え
| 役名                           | 俳優                         | 日本語吹き替え | 日本語吹き替え   |
| 役名                           | 俳優                         | ソフト版       | 日本テレビ版     |
| ------------------------------ | ---------------------------- | -------------- | ---------------- |
| ダニー・オーシャン             | ジョージ・クルーニー         | 小山力也       | 磯部勉           |
| ラスティ・ライアン             | ブラッド・ピット             | 細井治         | 堀内賢雄         |
| ライナス・コールドウェル       | マット・デイモン             | 竹若拓磨       | 桐本琢也         |
| フランク・キャットン           | バーニー・マック             | 茶風林         | 銀河万丈         |
| バシャー・ター                 | ドン・チードル               | 大黒和広       | 檀臣幸           |
| バージル・モロイ               | ケイシー・アフレック         | 落合弘治       | 村治学           |
| ターク・モロイ                 | スコット・カーン             | 木下浩之       | 古田信幸         |
| イエン                         | シャオボー・チン             | 小野塚貴志     | 樫井笙人         |
| リヴィングストン・デル         | エディ・ジェイミソン         | 渡辺穣         | 田原アルノ       |
| ルーベン・ティシュコフ         | エリオット・グールド         | 富田耕生       | 内海賢二         |
| ソール・ブルーム               | カール・ライナー             | 大木民夫       | 富田耕生         |
| テリー・ベネディクト           | アンディ・ガルシア           | 内田直哉       | 大塚芳忠         |
| テス・オーシャン               | ジュリア・ロバーツ           | 佐々木優子     | 勝生真沙子       |
| フランソワ・トゥルアー         | ヴァンサン・カッセル         | 大塚芳忠       | 森田順平         |
| イザベル・ラヒリ               | キャサリン・ゼタ＝ジョーンズ | 沢海陽子       | 山像かおり       |
| ギャスパー・ルマーク           | アルバート・フィニー         | 長克巳         | 稲垣隆史         |
| ローマン・ネーゲル             | エディー・イザード           | 田中正彦       | 江川央生         |
| モリシオ・ジョルダーノ警察署長 | マッティア・スブラージア     | 諸角憲一       | 金尾哲夫         |
| マツイ                         | ロビー・コルトレーン         | 楠見尚己       | 登場シーンカット |
| モリー・スター                 | チェリー・ジョーンズ         | 磯辺万沙子     | 沢田敏子         |
| ポール                         | ジェローン・ウィリアムズ     | 岩崎ひろし     | てらそままさき   |
| ブルース・ウィリス             | ブルース・ウィリス           | 岩崎ひろし     | 内田直哉         |
| トファー・グレイス             | トファー・グレイス           | 小野塚貴志     | 星野貴紀         |
| 音楽プロデューサー             | ジャレッド・ハリス           | 田中正彦       |                  |
| 銀行員グレック                 | エド・クロス                 | 岩崎ひろし     | 岩田安生         |
| テレーザ                       |                              |                | 勝田晶子         |

- ソフト版
その他出演者：久保田民絵、吉田浩二、木川絵理子
演出：清水洋史、翻訳：アンゼたかし、調整：柳川久子、プロデューサー：尾谷アイコ／小出春美（ワーナー・ホーム・ビデオ）、編集：オムニバス・ジャパン
日本語版制作：ワーナー・ホーム・ビデオ／東北新社
- 日本テレビ版 - 初回放送：2007年8月10日『金曜ロードショー』（21:03-23:14）
演出：清水洋史、翻訳：松崎広幸、調整：阿部直子、担当：稲毛弘之／直原涼子（東北新社）、効果：サウンドボックス
日本語版制作：東北新社

## DVD /Blu-ray
日本ではワーナー・ブラザース・ホームエンターテイメントよりDVD、ブルーレイが発売。
- オーシャンズ12 特別版（DVD2枚組、2005年7月1日発売）
- オーシャンズ12 期間限定出荷版（DVD1枚組、2005年7月1日発売）
- オーシャンズ12 ブルーレイ（1枚組、2008年6月11日発売）